# Полицейские и воры (фильм, 1979)
«Полице́йские и во́ры» (англ. Cops and Robbers, иер. трад. 點指兵兵, упр. 点指兵兵, кант.-рус.: Тим чи пин пин) — гонконгская криминальная драма. Первая режиссёрская работа Алекса Чёна. Вышедшая в свет на больших экранах Гонконга во второй половине 1979 года, картина достигла финансового успеха и получила одобрение кинокритиков. Заглавную песню фильма «點指兵兵» исполнил Тедди Робин.

## Сюжет
Сержант полиции Гонконга Чань Лапкэй получает к себе в напарники от заместителя начальника Чау новичка по имени Вин. Они оба, а также остальные члены команды Лапкэя преуспевают в уничтожении банды грабителей. Тем не менее лидеру шайки Пиу удаётся скрыться, после чего преступник начинает мстить не только участвовавшим в устранении полицейским, но и членам их семей.

## В ролях
- Вон Чун[кит.] — Чань Лапкэй
- Кам Хинъинь[кит.] — заместитель начальника Чау
- Чён Куоккхён[кит.] — Вин
- Лау Ситай — Дженни
- Чань Чиквай — По
- Хёй Пинсам — Пиу
- Чён Кавай — Кён
- Чань Сиутик — сын Лапкэя Нгаучай
- Филип Чань[англ.] — полицейский суперинтендант Пхан (камео)
- Тедди Робин — Джонни (камео)
- Деннис Чань — полицейский (камео)

## Прокат и сборы
Гонконгская премьера в кинотеатральном прокате состоялась 6 ноября 1979 года. Шестнадцать дней (завершение кинопроката — 21 ноября) принесли фильму выручку в размере 3 497 812,6 HK$. В общем списке сборов в Гонконге по итогам года «Полицейские и воры» расположились за кинолентой «Лам Сайвин».

## Отзывы
Питер Нэпстад на сайте The Illuminated Lantern оценивает «Полицейских и воров» в 3 балла из 4 с пометкой «рекомендовано». Режиссура Алекса Чёна, по его мнению, обладает смелым и энергичным стилем. Через «непринуждённые и настоящие» образы полицейских фильм формирует «приближенное к жизни» чувство. Недовольство вызывает у критика сюжетный ход, когда плохой парень в противостоянии с хорошим устраивает неприятности членам семьи последнего, и тем не менее, благодаря «качественному актёрскому мастерству и режиссуре» он становится терпимым, и «некоторые захватывающие и мощные сцены задерживаются в памяти». Положительно Нэпстад оценивает музыку Тедди Робина, хотя считает, что вступительная сцена с песней в его исполнении «стилистически не вписывается». Отдельно критик хвалит актёрскую игру Вон Чуна, которую он называет «без труда убедительной и выигрышной». В заключении Нэпстад признаётся, что игра Вон Чуна и «сильный» актёрский состав «эмоционально захватили» его, несмотря на многочисленные недостатки.
Джеймс Мадж в отзыве на сайте, посвящённом азиатским фильмам, easternKicks.com, ставит фильму 4 балла из максимальных 5. Мадж считает картину «интересным предшественником» фильмов жанра «героического кровопролития» (heroic bloodshed) гонконгского боевого кино 1980-х из-за наличия смеси мелодрамы и кровавых перестрелок. Автор пишет, что «фокусируясь на темах братства и справедливости, режиссёр Чён умудряется эффективно построить своих персонажей и их различные взаимоотношения, не замедляя темп и не жертвуя взрывным действием, которого предостаточно». В целом, с точки зрения критика, режиссура Чёна «превосходна во всём». Высокой оценке подвергается монтаж и работа оператора в сценах действия — чтобы сделать их напряжёнными, применялись «крепкий монтаж и новаторская работа камеры». Общее мнение автора рецензии таково, что фильм «не только выдержал испытание временем, но и даже выгодно отличается от подавляющего большинства современных жанровых работ Гонконга».

## Комментарии
1. ↑  Исполнительный продюсер. В титрах указан под своим настоящим именем Куань Вайпхан (關維鵬).